# رود نوئورا
رود نوئورا (روسی: Нуора) یک رودخانه در یاقوتستان کشور روسیه است.